# Язьков, Никита Андреевич
Никита Андреевич Язьков (род. 27 февраля 1996, Новокузнецк, Кемеровская область) — российский хоккеист, нападающий.

## Биография
Воспитанник новокузнецкого «Металлурга». В сезоне 2012/13 провёл 17 матчей в МХЛ за команду «Кузнецкие медведи». Следующий сезон отыграл в клубе OHL «Уинсор Спитфайрз». В начале следующего сезона, проведя два матча, вернулся в «Кузнецкие медведи». В сезоне 2015/16 дебютировал за «Металлург» Новокузнецк в КХЛ, акже играл за «Зауралье» Курган в ВХЛ. В июне 2017 года перешёл в «Ак Барс». 20 октября забросил 35000-ю шайбу в истории регулярных чемпионатов КХЛ. Из-за травмы не сыграл в плей-офф и перешёл в «Металлург» Магнитогорск. 2 мая 2019 года был обменян в «Амур». В начале сезона 2020/21 не играл, 6 ноября был обменян в «Трактор», но провёл в ВХЛ 9 матчей за «Сокол» Красноярск и пять — за «Челмет». С января 2021 года не играл, 25 июня был обменян в московский «Спартак». Матчей не проводил, а в ноябре 2022 года объявил о завершении карьеры. В июле 2023 года был приглашён на просмотр в клуб чемпионата Казахстана «Актобе». Сыграл 15 матчей, набрал 4 (3+1) очка при показателе полезности «-7» и в октябре покинул клуб.
Участник юниорского чемпионата мира 2014 года.
Обладатель Кубка Гагарина 2018.